# Felix Karle
Felix Karle (* 14. April 2000 in Würzburg) ist ein deutscher Handballspieler auf der Position des Rechtsaußen. In der Variante Beachhandball ist er deutscher Nationalspieler.

## Privates
Felix Karle stammte aus einer Handballfamilie, in der, bis er mit dem Sport begann, immer die weiblichen Mitglieder Handball spielten. Seine Mutter war für den ETSV Würzburg aktiv. Er macht eine Ausbildung bei der Sparkasse Mainfranken Würzburg.

## Hallenhandball
Karle begann mit dem Handballspiel bei der HSG Dittigheim/Tauberbischofsheim. 2015 wechselte er in die Jugend des DJK Rimpar. Seit 2017 spielt er in der ersten Mannschaft der DJK in der 2. Handball-Bundesliga in Rimpar am Rand von Würzburg. 2023 stiegen sie in die 3. Liga ab.

## Beachhandball
Seine bislang größeren Erfolge erreichte Karle im Beachhandball. Hier tritt er für die Shotgunners Beach an, mit denen er mehrfach an den Endrunden-Spielen um die Deutsche Meisterschaft teilgenommen hat.
International wurde er erstmals 2016 (U16) für die Jugend-Europameisterschaften in Nazaré für ein Turnier berufen, wo nach mehreren Jahren Pause wieder eine deutsche Nachwuchs-Nationalmannschaft antrat. Zum Auftakt gelang ein knapper Zweisatz-Sieg über die Spitzenmannschaft aus Ungarn und etwas deutlicher aus Kroatien. Nach einer Niederlage gegen Italien zog Deutschland als Gruppenzweite Mannschaft in das Viertelfinale, wo man Spanien unterlag. In den weiteren Platzierungsspielen folgten ein Sieg über Griechenland und eine Niederlage gegen Polen, womit Deutschland den sechsten Rang im Turnier belegte. Karle wurde in allen sechs Spielen eingesetzt und erzielte dabei sechs Punkte.
Noch besser verliefen die Jugend-Europameisterschaften 2017 (U17) am Jarun-See bei Zagreb. Gleich beim Auftaktsieg über die Ukraine war Karle mit elf erzielten Punkten bester deutscher Werfer. Nach drei Siegen in der Vorrunde und einer Niederlage gegen Spanien, zog die deutsche Mannschaft wieder als Gruppenzweite in das Viertelfinale ein, wo Polen geschlagen wurde. Karle traf erneut mit 16 Punkten am besten. Im Halbfinale unterlag Deutschland zum dritten Mal in Folge bei der EM in einem K.-o.-Spiel gegen die Spanier, Karle traf mit 13 Punkten zum dritten Mal im Turnierverlauf besser als die übrigen Deutschen. Im Spiel um den dritten Platz wurde Russland im Shootout bezwingen. Karle spielte alle möglichen sieben Partien und traf zu 54 Punkten.
Jugend-Europameisterschaften 2018 (U18) konnte Karle mit dem deutschen Team den größten Erfolg bis dato erreichen. In Ulcinj, Montenegro gelang wieder ein guter Start mit zwei Siegen in das Turnier, wie schon in den beiden Vorjahren wurde erst das letzte Vorrundenspiel, dieses Mal wie 2016 gegen Italien, verloren. Im Viertelfinale wurde erneut Russland im Shootout bezwungen. Im Halbfinale traf Deutschland einmal mehr auf die Auswahl Spaniens, die dieses Mal in zwei Sätzen bezwungen wurde. Karle war mit 12 erzielten Punkten nach Hendrik Prahst zweitbester Werfer. Im Finale wurde Polen im Shootout geschlagen und Karle gewann mit Deutschland die Goldmedaille. Erneut kam er in allen möglichen sechs Spielen zum Einsatz und traf zu 34 Punkten.

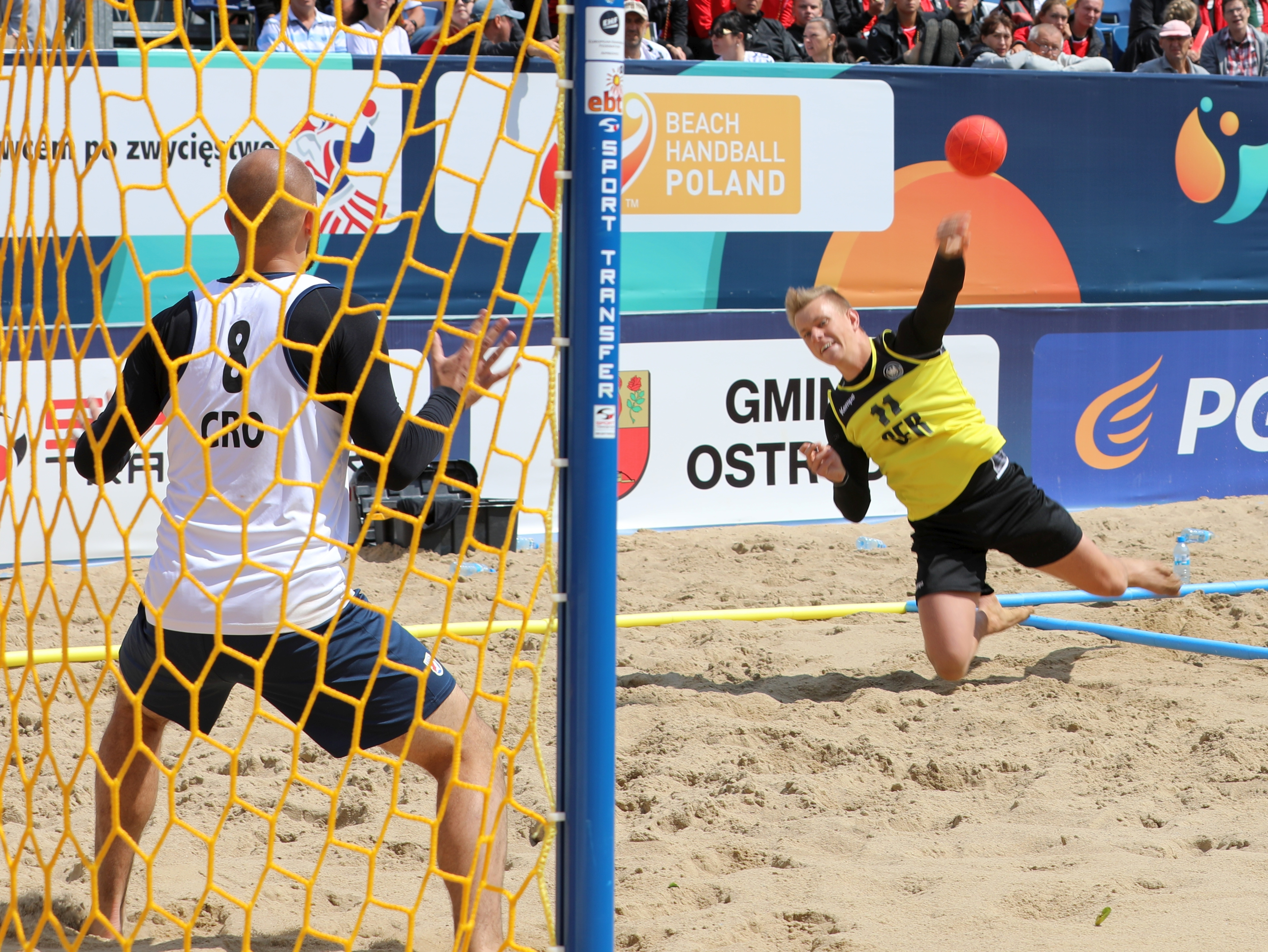
Karle beim Wurf auf das von Domagoj Grahovac gehütete Tor im Spiel um Platz fünf bei der EM 2019

Ein Jahr später wurde Karle von Nationaltrainer Konrad Bansa erstmals für die Beachhandball Euro 2019 und damit für ein Turnier mit der A-Nationalmannschaft berufen. Er startete mit der deutschen Mannschaft perfekt in das Turnier. Alle vier Vorrundenspiele gegen den amtierenden Europameister Spanien, die Spitzenmannschaft Norwegen sowie Rumänien und Türkei wurden gewonnen. Verlustpunktfrei gingen die Deutschen damit in die Hauptrunde. Hier verkehrte sich die Situation und man verlor nacheinander gegen den Favoriten Dänemark, den Außenseiter Serbien sowie das Spitzenteam aus Russland. Alle drei Niederlagen erfolgten allerdings erst im Shootout. Aufgrund der aus der Vorrunde mitgenommenen Punkte belegte die Mannschaft dennoch den dritten Rang der Hauptrunden-Gruppe und zog damit in das Viertelfinale ein. Dort unterlag das deutsche Team dem Vizeweltmeister aus Ungarn im Shootout, nachdem die Deutschen die Ungarn im zweiten Durchgang dominiert hatten. Nach einem Sieg im ersten Platzierungsspiel über Frankreich spielte Deutschland im letzten Spiel erneut gegen Kroatien um den fünften Platz und damit auch die WM-Qualifikation. Es folgte die einzige Zweisatzniederlage der Deutschen im Turnier, diese war jedoch sehr knapp, in beiden Durchgängen unterlag Deutschland nur mit jeweils einem Punkt. Zudem erzielten die Kroaten ihr letztes Tor im Sudden Death. Karle kam in sechs der zehn Spiele zum Einsatz und erzielte 14 Punkte.